# 銀色のハーモニー
『銀色のハーモニー』（ぎんいろのハーモニー）は、柊あおいによる日本の漫画作品である。

## 概要
1990年2月号から1992年9月号まで、『りぼん』（集英社）本誌に連載された。全28回。りぼんマスコットコミックスは全7巻、集英社文庫版は全4巻、フェアベルコミックス版は全5巻。連載終了後、高校進学後の主人公達を描いた番外編「遥かなトロイメライ」が『りぼんオリジナル』1992年秋の号で発表され、りぼんマスコットコミックス第7巻に収録されている。連載中に『りぼん』1991年9月号別冊付録に掲載された2ページの4コマ漫画「銀色のハーモニー それぞれのおもわく」は第5巻に収録されている。
人気作『星の瞳のシルエット』の連載が終了し、その後に開始した『耳をすませば』が短期連載に終わった翌年の号から連載が始まっているが、作者の交通事故による入院のため1991年12月号（第5巻の終わり）でいったん連載が中断した。4ヵ月の休載の後、1992年5月号から連載再開となり、9月号で最終回を迎える。連載が中断した時に作者の入院先を見舞いに訪れた際の思い出を、友人の水沢めぐみが文庫版の解説の中で記している。
タイトル『銀色のハーモニー』が示す通り、音楽、特にピアノが物語の展開の上で重要な役割を果たしている。作品の中では、海の演奏するシューマンの「トロイメライ」の他、ショパンの「英雄ポロネーズ」や「スケルツォ第2番」などの楽譜が随処にちりばめられて、独特の効果を生み出している。

## あらすじ
結城琴子は、内気な性格の女の子。担任の先生や先輩に片思いする親友の鈴子の恋愛相談に乗ったり、秀才の研一郎に勉強を教わりテストの成績に一喜一憂する毎日を送る、充実した中学生活を送っていた。
音楽室で誰かが弾いているピアノ曲「トロイメライ」に興味を惹かれていた琴子は、ピアノを弾いていた霧島海という男の子のことが、気になり始める。そんなある日、海が琴子に話しかけて来た。それ以来、何回か海と話をした琴子は、自分の海への思いが「恋」だということに気がつく。しかし、琴子の前に強力なライバル仁科響子が出現。琴子は響子から、「カイくんに近づかないで」と言われショックを受けるが、響子の一方的な片思いであると判明する。
ピアノを習うため叔父の晴海の部屋に行った琴子は、色褪せた少女の写真を見つけ、海の母親詩史の笑顔が写真の少女と似ていることに気づく。その後、晴海と詩史がかつて恋人であったこと、さらに亡くなった海の父親も含めて3人が高校の同級生であったという過去が明らかになり…。

## 主な登場人物
結城 琴子（ゆうき ことこ）
内気な中学2年生の女の子。図書委員をしている。極度の運動オンチ。幼い頃、ピアノ教室に通い止めたものの、榊が勤める楽器店でピアノを見て興味を再び持ったことがきっかけで、榊の指導の元で2度目のピアノのレッスンを始める。髪型はショートカットだが、話数を重ねるにつれて伸びていった。誕生日は3月1日、魚座のO型。家族構成は父、母、弟の4人。母親はいつも割烹着姿で、かつなぞなぞ好きである。
霧島 海（きりしま うみ）
ピアノが上手な少年。サッカー部にも所属している。同級生にはカイと呼ばれている。研一郎と親しい。中学卒業後は県外の高校の音楽科に進学する。蟹座のAB型。
小池 鈴子（こいけ すずこ）
琴子の親友で、クラスメイト。勝ち気な性格。担任の矢野先生のことが好きだったが断念し、後に奏一に惹かれる。髪型は天然パーマ。牡羊座のO型。
神崎 研一郎（かんざき けんいちろう）
海と同じクラスの秀才で、海と親しい。テニス部に所属。鈴子のことが好き。誕生日は9月4日、乙女座のA型。
仁科 響子（にしな きょうこ）
琴子のライバルで、積極的で強気な性格。自称海のガールフレンドで「カイくん」といっているが、海は相手にしていない。髪型はロングヘア。獅子座のB型。
仁科 奏一（にしな そういち）
名門校に通う、響子の兄。冷めた性格。幼い頃に琴子と同じピアノ教室に通っていた。
矢野 恭二（やの きょうじ）
琴子たちのクラスの担任。担当は数学。
榊 晴海（さかき はるうみ）
琴子の叔父。若い頃はウィーンに音楽留学しており、帰国後は楽器店に勤めている。自宅にスタインウェイ・アンド・サンズのピアノを所有している。
霧島 詩史（きりしま しふみ）
海の母親で、喫茶店を経営している。未亡人。夫と晴海と一緒に同じ高校（音楽科）に通っていた。

## 書誌情報
- りぼんマスコットコミックス
  - 第1巻 1990年8月15日発行 ISBN 4-08-853533-2
  - 第2巻 1991年2月20日発行 ISBN 4-08-853554-5
  - 第3巻 1991年8月14日発行 ISBN 4-08-853576-6
  - 第4巻 1991年12月14日発行 ISBN 4-08-853591-X
  - 第5巻 1992年5月20日発行 ISBN 4-08-853611-8
  - 第6巻 1992年11月18日発行 ISBN 4-08-853637-1
  - 第7巻 1993年2月20日発行 ISBN 4-08-853649-5

- 併録作品
  - 「夢からさめても」（りぼんオリジナル1990年秋の号に掲載 - 第6巻に併録）
  - 「夏からこぼれた葉書」（りぼんオリジナル1986年秋の号に掲載 - 第7巻に併録）

- 集英社文庫

- フェアベルコミックス